# Naoki Naitō
Naoki Naitō (jap. 内藤 直樹 Naitō Naoki; ur. 30 maja 1968) – japoński piłkarz występujący na pozycji obrońcy.

## Kariera klubowa
Od 1991 do 1998 roku występował w klubach Hitachi, Shimizu S-Pulse, Sanfrecce Hiroszima i Vissel Kobe.